# Lista de prefeitos de Cristalândia do Piauí
Esta é a lista de prefeitos do município de Cristalândia do Piauí, estado brasileiro do Piauí.
| Nº | Nome                                         | Partido | Início do mandato       | Fim do mandato         | Observações                                                                          |
| 1  | Elísio Amorim                                | ARENA   | 1° de janeiro de 1970   | 30 de janeiro de 1973  | Prefeito eleito                                                                      |
| 2  | Arquimedes Nogueira Paranaguá                | ARENA   | 31 de janeiro de 1973   | 31 de janeiro de 1977  | Prefeito eleito                                                                      |
| 3  | Eliseu César Lustosa Messias                 | ARENA   | 1° de fevereiro de 1977 | 31 de janeiro de 1983  | Prefeito eleito                                                                      |
| 4  | Jackson Cunha Nogueira                       | PDS     | 1° de fevereiro de 1983 | 31 de dezembro de 1988 | Prefeito eleito                                                                      |
| 5  | Moisés da Cunha Lemos                        | PFL     | 1º de janeiro de 1989   | 31 de dezembro de 1992 | Prefeito eleito                                                                      |
| 6  | Luiz Carlos da Cunha Lustosa Amaral Nogueira | PFL     | 1º de janeiro de 1993   | 31 de dezembro de 1996 | Prefeita eleita                                                                      |
| 7  | Moisés da Cunha Lemos                        | PSDB    | 1º de janeiro de 1997   | 31 de dezembro de 2000 | Prefeito eleito                                                                      |
| 7  | Moisés da Cunha Lemos                        | PSDB    | 1º de janeiro de 2001   | 31 de dezembro de 2004 | Prefeito reeleito                                                                    |
| 8  | Sandra Regina Cavalcante Lemos Areia Leão    | PFL     | 1º de janeiro de 2005   | 10 de maio de 2006     | Prefeita eleita cassada por decisão judicial                                         |
| 9  | Ariano Messias Nogueira Paranaguá            | PL      | 11 de maio de 2006      | 3 de dezembro de 2008  | Prefeito eleito em eleições suplementares de 30.04.2006 cassado por decisão judicial |
| —  | Carlos Alberto do Nascimento, (Só Gás)       | PTB     | 4 de dezembro de 2008   | 31 de dezembro de 2008 | Presidente da Câmara Municipal                                                       |
| 10 | Ariano Messias Nogueira Paranaguá            | PSB     | 1º de janeiro de 2009   | 9 de setembro de 2010  | Prefeito eleito cassado por decisão judicial                                         |
| —  | Roberson Lustosa Nogueira                    | PSB     | 10 de setembro de 2010  | 19 de novembro de 2010 | Presidente da Câmara Municipal como prefeito interino                                |
| 11 | Neemias da Cunha Lemos                       | PTB     | 20 de novembro de 2010  | 31 de dezembro de 2012 | Prefeito eleito em eleições suplementares de 14.11.2010                              |
| 11 | Neemias da Cunha Lemos                       | PTB     | 1º de janeiro de 2013   | 31 de dezembro de 2016 | Prefeito reeleito                                                                    |
| 12 | Ariano Messias Nogueira Paranaguá            | PP      | 1º de janeiro de 2017   | 31 de dezembro de 2020 | Prefeito eleito em sufrágio universal                                                |
| 13 | Moisés da Cunha Lemos Filho                  | PTB     | 1º de janeiro de 2021   | 31 de dezembro de 2024 | Prefeito eleito em sufrágio universal                                                |
| 13 | Moisés da Cunha Lemos Filho                  | MDB     | 1º de janeiro de 2025   | Atualidade             | Prefeito reeleito em sufrágio universal                                              |